# Протазан

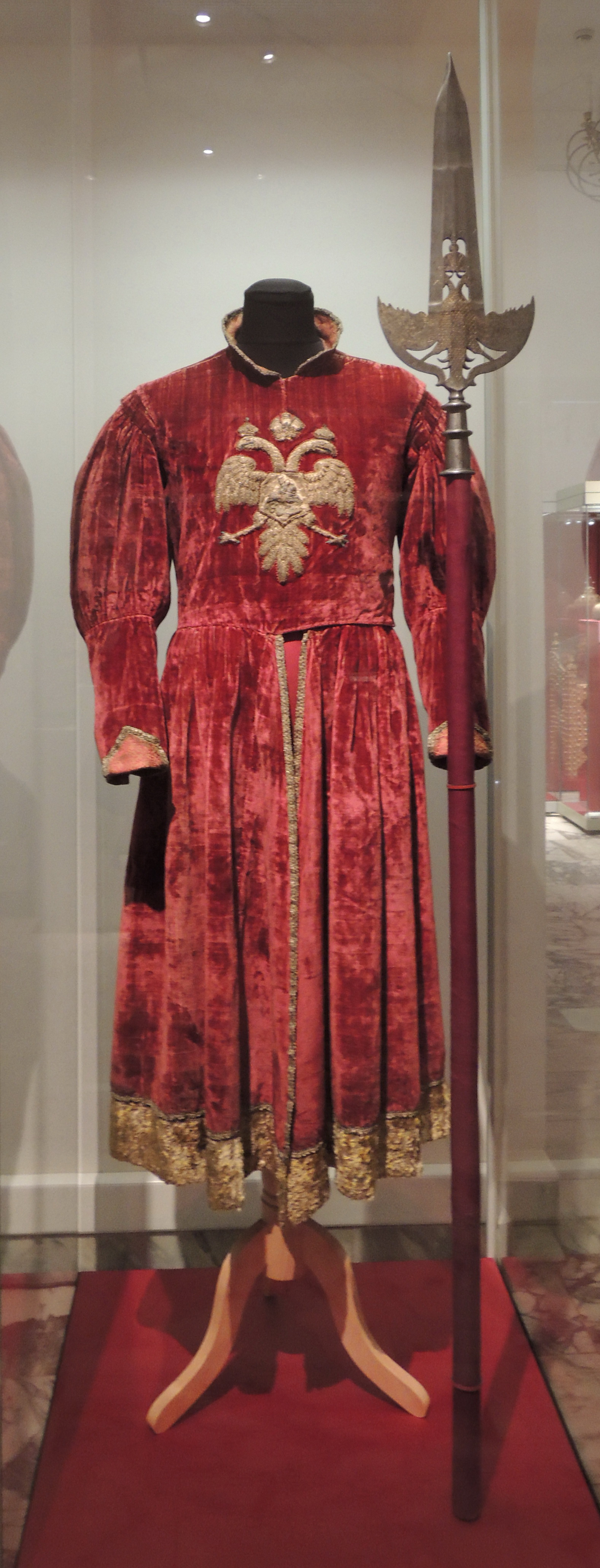
Парадные протазаны. Москва, мастерские Оружейной палаты. Вторая половина 1650-х — 1660-е годы. Железо, дерево, бархат, галун, нити шёлковые, резьба, золочение. ММК. Ими вооружались «жильцы» — кремлёвская стража

Протаза́н (от нем. Partisane) — почётное колющее древковое белое или холодное оружие, разновидность копья, в другом источнике указано, что род алебарды.

## Устройство
Протазан имеет длинный, широкий и плоский металлический наконечник, насаженный на длинное (2,5 метра и более) древко. По мнению некоторых учёных, название происходит от французского pertuis — отверстие, что должно напоминать о широких глубоких ранах после удара протазаном, pertuisane, что в переводе означает копьё с плоским наконечником. Другие версии происхождения слова — от немецкого partisane, польского partigiana, что в переводе означает сторонник. А по утверждению А. Ф. Вельтмана бердыш перешёл из России на север Европы, где, по свойству готского языка, к слову присоединили окончание an: bardis, bardisan; во Франции из этого сделали pertuisane, и слово это позже вернулось на Русь, превратившись в протазан.
Характерной особенностью наконечника протазана является наличие в плоскости лезвия ушек разной длины и конфигурации. У самых древних протазанов ушки были незначительного размера и впоследствии этот вид оружия часто смешивали с алебардой.

## История

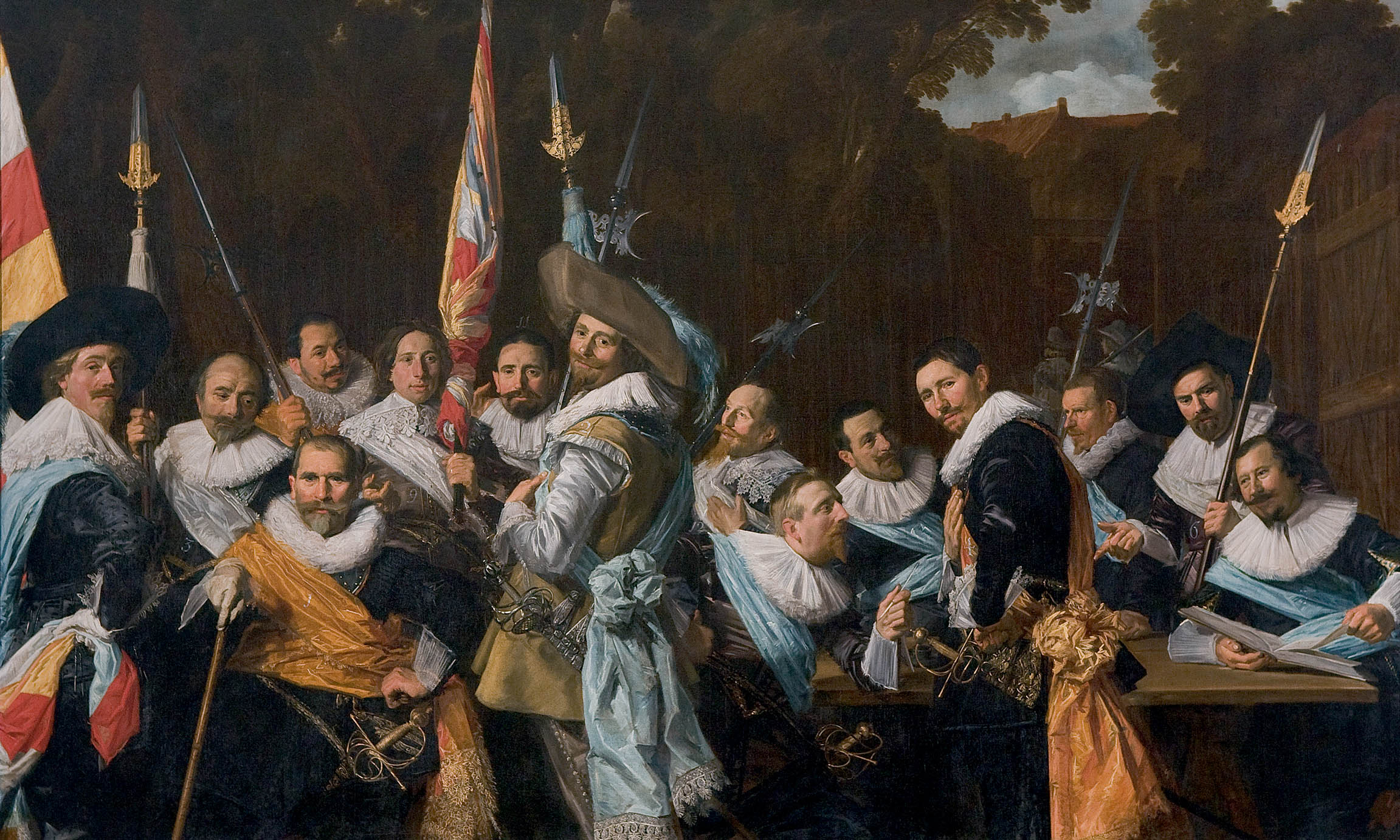
Голландские офицеры, вооруженные протазанами и алебардами. Художник Франс Халс, 1633

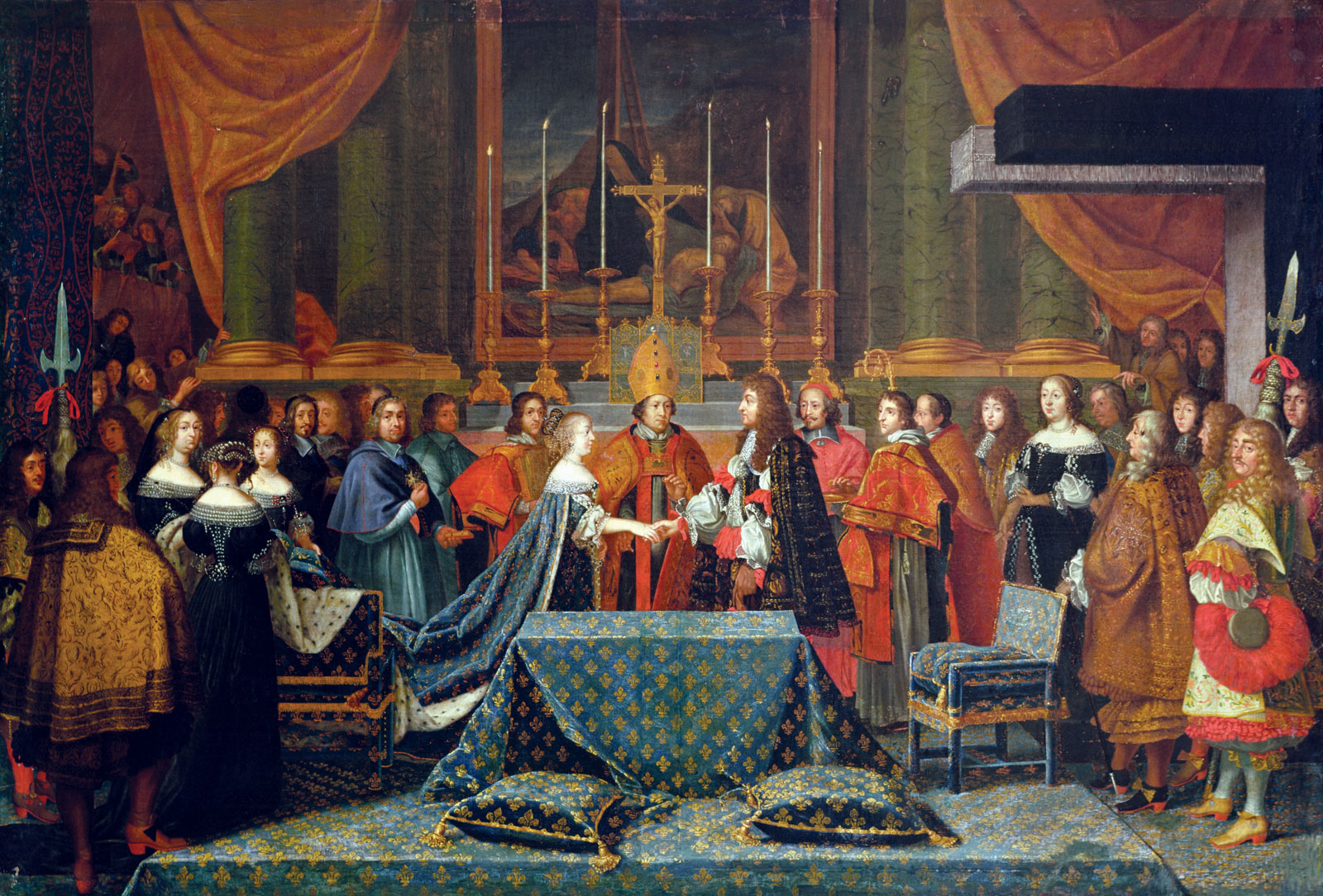
Охрана короля Франции Людовика XIV, вооруженная протазанами. Художник Жак Ламонье, конец XVII века

Протазан появился в XVI веке в качестве оружия ландскнехтов, однако уже в XVII веке практически вышел из военного употребления и стал исполнять в основном церемониальные функции — в частности, протазаны представляли собой оружие телохранителей при монархах и особах королевской крови. Вместе с тем, один из вариантов протазана, имевший название эспонтон (уменьшенный протазан), состоял на вооружении ряда регулярных армий Европы до начала XIX века.
Как эспонтон, так и протазан, являлись офицерским знаком различия.
В России протазан появился, впервые при Димитрии Самозванце, в XVII веке, им как и бердышами, были вооружены царские телохранители из жильцов, служилых людей конюшенного чина и стрельцов, и использовался до 1730-х в качестве почётного оружия офицеров (наконечник украшался орнаментом, гербами). В 1700 году Пётр I ввёл протазаны на вооружение обер-офицеров фузилерных рот и всех штаб-офицеров пехотных полков. В 1711 году по указу Петра I повелел пехотным офицерам иметь протазаны только в мирное время в строю, а в военное — по необходимости. В 1719—1720 годах цвета кистей в древке протазана были чётко регламентированы. Ранг офицера определялся по цвету и материалу кисти, украшавшей верхнюю часть древка. Прапорщик не имел протазана, поскольку он носил ротное знамя. Ни в кавалерии, ни в артиллерии протазана не было.
Армейский протазан имел стальной боевой наконечник. Гвардейский протазан имел изображение на полумесяце Андреевского креста под короной в обрамлении трофеев.
В 1730 году протазаны имели только мушкетёрские офицеры. В 1731 году офицерские протазаны были заменены эспонтонами.
| Чин офицера Русской армии, 1720-е годы | Цвет шёлковой кисти на протазане |
| -------------------------------------- | -------------------------------- |
| Полковник                              | Золотая                          |
| Подполковник                           | Серебряная                       |
| Майор                                  | Серебряная с золотыми нитями     |
| Капитан                                | Белая                            |
| Капитан-поручик                        | Синяя                            |
| Поручик                                | Красная                          |
| Подпоручик                             | Зелёная                          |

Протазан упоминается во многих пьесах Шекспира как типичное оружие стражи или горожан.